# Clitocybe candida
Clitocybe candida är en svampart som beskrevs av Bres. . Clitocybe candida ingår i släktet Clitocybe och familjen Tricholomataceae.   Inga underarter finns listade i Catalogue of Life.
I den svenska databasen Dyntaxa används istället namnet Leucopaxillus candidus för samma taxon.  Arten är reproducerande i Sverige.